# Albert de Namur
Albert de Namur († 1122) est un comte de Jaffa de 1118 à 1122, fils d'Albert III, comte de Namur, et d'Ida de Saxe.
Fils cadet de ses parents, mariés vers 1065, il a très bien pu se joindre à la première croisade en 1095, mais l'absence de document mentionnant sa présence dans les premières années du royaume de Jérusalem ne permet pas de le confirmer. De fait, sa première apparition en Terre sainte date de 1112, quand une charte en faveur de l'Ordre des Hospitaliers le mentionne comme témoin.
En 1118, Hugues Ier du Puiset, comte de Jaffa, meurt. Le roi Baudouin II de Jérusalem ne peut pas laisser le comté sans maître, car il constitue la première défense face aux Fatimides d'Égypte qui cherchent à reconquérir la Terre Sainte, et confie à Albert de Namur le comté de Jaffa et la main de la veuve, Mabille de Roucy, fille d'Ebles II, comte de Roucy, et de Sibylle de Hauteville.
On ne sait pas les causes de sa mort, qui est survenue vers 1122, car son beau-fils Hugues II est installé comme comte de Jaffa en 1123.